# ثيوفانيس غيكاس
ثيوفانيس غيكاس (باليونانية: Φάνης Γκέκας)‏ ، من مواليد 23 مايو 1980 في لاريسا في اليونان ، لاعب كرة قدم يوناني.
يلعب مع نادي باير ليفركوزن الألماني منذ عام 2007.
بدأ باللعب مع منتخب اليونان لكرة القدم في عام 2005. بعد مونديال 2010 أعلن غيكاس نهائية مسيرته مع منتخب اليونان.

## مسيرته الكروية
لعب ثيوفانيس غيكاس خلال مسيرته الاحترافية مع 15 ناديًا في ستة وعشرون موسمًا وسجل خلالها 212 هدف ضمن 477 مباراة. ولم يفز بأي موسم بالكأس أو بالدوري.
خاض ثيوفانيس غيكاس مسيرته مع نادي لاريسا في موسم 1998–99 واستمر معه طيلة ثلاثة مواسم، مشاركًا في 61 مباراة سجل خلالها 16 هدفًا. ثم انتقل إلى Athens Kallithea F.C. ‏ في موسم 2001–02 ليلعب معه أربعة مواسم، حيث شارك في 99 مباراة سجل خلالها 46 هدفًا. لينتقل بعدها إلى نادي باناثينايكوس في موسم 2004–05 ولمدة موسمين، مشاركًا في 41 مباراة سجل خلالها 23 هدفًا. ثم انتقل إلى نادي بوخوم في موسم 2006–07 لمدة موسم واحد، مشاركًا في 32 مباراة سجل خلالها 20 هدف. هذا وانتقل لاحقًا إلى نادي باير 04 ليفركوزن في موسم 2007–08 واستمر معه طيلة ثلاثة مواسم، مشاركًا في 50 مباراة سجل خلالها 13 هدفًا. ثم انتقل بعدها إلى نادي بورتسموث في موسم 2008–09 لمدة موسم واحد، مشاركًا في مباراة ولم يسجل أي هدف. ليعود وينتقل من جديد، لكن هذه المرة إلى SG Gesundbrunnen Berlin ‏ في موسم 2009–10 لمدة موسم واحد، مشاركًا في 17 مباراة سجل خلالها 6 أهداف. لينتقل بعدها إلى نادي آينتراخت فرانكفورت في موسم 2010–11 ولمدة موسمين، مشاركًا في 48 مباراة سجل خلالها 23 هدفًا. ثم لعب في نادي سامسون سبور في موسم 2011–12 لمدة موسم واحد، مشاركًا في 11 مباراة سجل خلالها 8 أهداف. ليعود ويرتحل عنه إلى نادي بلدية آكهيسار سبور في موسم 2012–13 في المرة الأولى لمدة موسم واحد ثم في موسم 2014–15 لمدة موسم واحد، مشاركًا طوالها في 39 مباراة سجل خلالها 24 هدفًا. ثم انتقل إلى نادي قونيا سبور في موسم 2013–14 لمدة موسم واحد، مشاركًا في 24 مباراة سجل خلالها 13 هدفًا. لينتقل بعدها إلى نادي سيون في موسم 2015–16 ولمدة موسمين، مشاركًا في 30 مباراة سجل خلالها 13 هدفًا أيضًا. ثم انتقل إلى نادي سيفاسبور في موسم 2016–17 لمدة موسم واحد، مشاركًا في 10 مباريات سجل خلالها هدفين.

## روابط خارجية
- ثيوفانيس غيكاس على موقع الاتحاد الدولي (مؤرشف)  (الإنجليزية)
- ثيوفانيس غيكاس على موقع الاتحاد الأوربي (الإنجليزية)
- ثيوفانيس غيكاس على موقع اتحاد تركيا (لاعب) (الإنجليزية)
- ثيوفانيس غيكاس على موقع قاعدة بيانات كرة القدم.إي يو (الإنجليزية)
- ثيوفانيس غيكاس على موقع بيانات كرة القدم. دي إي (الألمانية)
- ثيوفانيس غيكاس على موقع ناشيونال فوتبول تيمز (الإنجليزية)
- ثيوفانيس غيكاس على موقع Soccerbase.com (لاعب) (الإنجليزية)
- ثيوفانيس غيكاس على موقع Soccerway.com (الإنجليزية)
- ثيوفانيس غيكاس على موقع عالم كرة القدم.نت (الإنجليزية)
- ثيوفانيس غيكاس على موقع كووورة